# Hoya rhodostemma
Hoya rhodostemma är en oleanderväxtart som beskrevs av Rudolf Schlechter. Hoya rhodostemma ingår i släktet Hoya och familjen oleanderväxter. Inga underarter finns listade i Catalogue of Life.